# Théodore Ballu

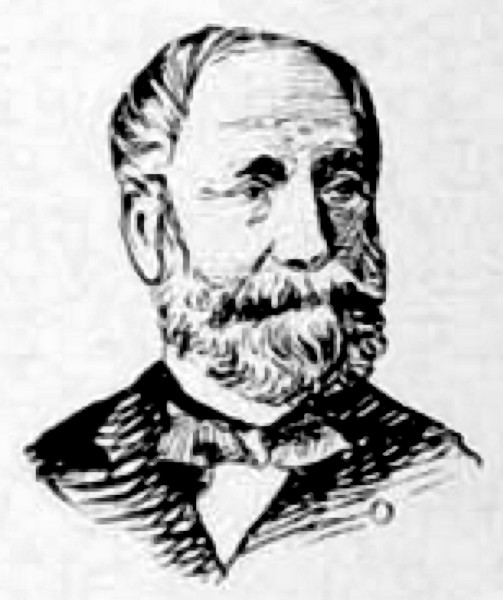
Théodore Ballu

Théodore Ballu (* 8. Juni 1817 in Paris; † 22. Mai 1885 ebenda) war ein französischer Architekt und Gewinner des Prix de Rome in der Kategorie Architektur. 
Das Werk des Grand von Théodore Ballu scheint nur allzu oft auf die Realisierung der Dreifaltigkeitskirche La Trinité (Paris) und der Umgestaltung des Hôtel de Ville, des Pariser Rathauses reduziert zu werden. Auch wenn diese beiden Werke einen Großteil seiner Karriere ausmachten, so verdecken sie doch sein breites Schaffen, das sich in einer Vielzahl öffentlicher Gebäude, meist religiöser Natur, und privater Gebäude manifestiert.

## Der große Preis von Rom
Von der École des Beaux-Arts im Jahre 1835 zugelassen, wurde Ballu ein Schüler von Louis-Hippolyte Lebas, dem Architekten der Notre-Dame-de-Lorette. Im Alter von nur 24 Jahren erhielt er 1840 den Grand Prix de Rome. Der junge Preisträger verließ also Paris in Richtung Rom, um Internatsschüler der Académie de France à Rome zu werden. Er wohnte von Januar 1841 bis Dezember 1845 in der Villa Medici. Dieser Aufenthalt im Herzen der „Ewigen Stadt“ hielt ihn nicht davon ab, die berühmten Ruinen der griechischen Antike zu besuchen.

## Der Pariser Architekt

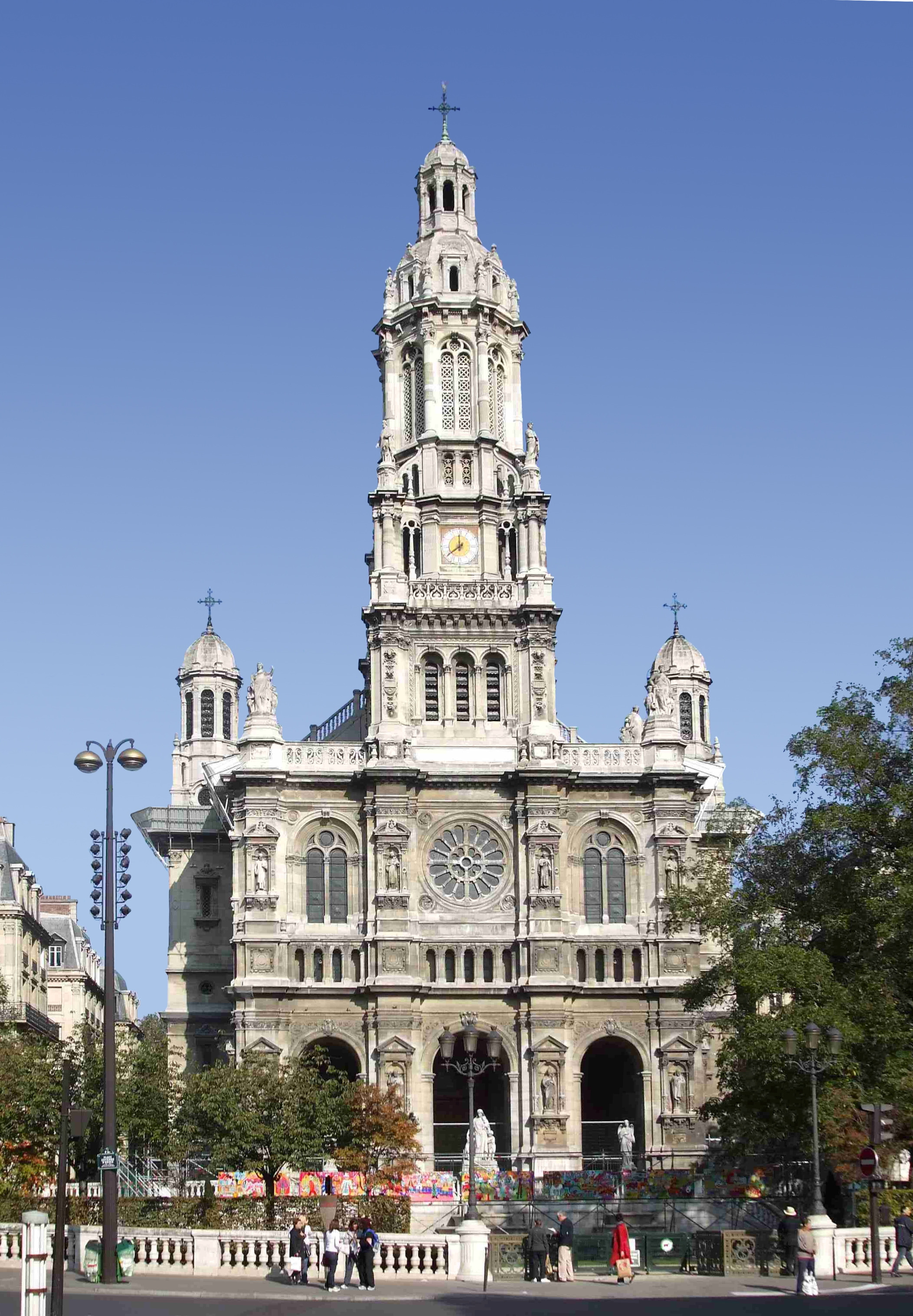
Kirche La Trinité in Paris

Nach seiner Rückkehr nach Paris wurde Théodore Ballu Assistent des Architekten François-Chrétien Gau (1790–1856) bei den Arbeiten an der Basilika Ste-Clotilde. Nach dem Tode von Gau wurde er der hauptverantwortlicher Architekt der Arbeiten. Im Jahre 1860 wurde er schließlich zum hauptverantwortlichen Architekten der Stadt Paris für religiöse Gebäude. Seitdem realisierte er die Église de la Trinité (1861–1867), den temple de la rue d'Astorg und die Kirchen Saint-Ambroise (1863–1869) und Saint-Joseph (1866–1875). Ihm wurde die Verantwortung sowohl für die Arbeiten bei der Restaurierung des Turmes Saint-Jacques (1853–1855) als auch für den Bau der Kirche Saint-Denys in Argenteuil (1866) übertragen.
Die Église de la Trinité blieb ein Inbegriff seiner Kenntnis der verschiedenen architektonischen Stile, seines ausgeprägter Geschmacks für den modernen Eklektizismus und für die Fülle der skulptierten oder gemalten Dekors, ohne den Kostenrahmen der Arbeiten zu sprengen. Das Viertel um die Kirche La Trinité im 9. Arrondissement von Paris, in dem er einige Grundstücke und Gebäude besaß, ist immer eine Vorliebe des Architekten geblieben. Er wohnte und starb dort in 78 Rue blanche, nicht weit entfernt von der Église de la Trinité.
Im Jahre 1873 gewann er die Ausschreibung für den Wiederaufbau des Pariser Rathauses Hôtel de Ville, das während der Pariser Kommune einem Großbrand zum Opfer gefallen war. Er führte die Arbeiten zusammen mit Pierre Deperthes aus. Ballu wurde zwischenzeitlich in das Institut und den „Rat für zivile Gebäude“ (conseil des bâtiments civils) berufen. 1874 übernahm er den Posten des Generalinspekteurs für Gebäude der Diözesen (Inspecteur général des édifices diocésains) von seinem Vörganger Eugène Viollet-le-Duc. Als Generalinspekteur der Stadt Paris (Inspecteur général des travaux de la Ville de Paris) hatte er zwischen 1871 und 1876 das Amt für Kirchengebäude inne.

## Der Meister der Arbeiten des Belfried von Saint-Germain-l’Auxerrois
Zwischen 1858 und 1863 konzipierte und realisierte Théodore den Belfried der Pfarrkirche Saint-Germain-l’Auxerrois.